# Resolutie 1886 Veiligheidsraad Verenigde Naties
Resolutie 1886 van de Veiligheidsraad van de Verenigde Naties werd unaniem door de VN-Veiligheidsraad aangenomen op 15 september 2009. De resolutie verlengde het geïntegreerde politieke VN-kantoor in Sierra Leone met een jaar. Deze missie ondersteunde Sierra Leone om de vrede op lange termijn veilig te stellen.

## Achtergrond
In Sierra Leone waren al jarenlang etnische spanningen tussen verschillende bevolkingsgroepen. In 1978 werd het een eenpartijstaat met een regering die gekenmerkt werd door corruptie en wanbeheer van onder meer de belangrijke diamantmijnen. Intussen was in buurland Liberia al een bloedige burgeroorlog aan de gang, en in 1991 braken ook in Sierra Leone vijandelijkheden uit. In de volgende jaren kwamen twee junta's aan de macht, waarvan vooral de laatste een schrikbewind voerde. Zij werden eind 1998 met behulp van buitenlandse troepen verjaagd, maar begonnen begin 1999 een bloedige terreurcampagne. Pas in 2002 legden ze de wapens neer.

## Inhoud

### Waarnemingen
De secretaris-generaal beval aan het UNIPSIL-kantoor in Sierra Leone, dat in 2008 was opgericht, met een jaar te verlengen om de overheid van dat land te blijven helpen zorgen voor vrede. Steun van de Verenigde Naties en de internationale gemeenschap aan die vrede op lange termijn was noodzakelijk. Ook het werk van het Speciaal Hof voor Sierra Leone was van belang. Zeker diens komende berechting van de voormalige president van buurland Liberia, Charles Taylor.

### Handelingen
Het mandaat van UNIPSIL werd verlengd tot 30 september 2010. De missie moest Sierra Leone verder helpen met grondwettelijke hervormingen, de opbouw van de politie, de strijd tegen corruptie, drugshandel en georganiseerde misdaad, maatregelen tegen jeugdwerkloosheid, de voorbereiding van de verkiezingen van 2012 en de ondersteuning van de vredesopbouwcommissie. 
De secretaris-generaal werd gevraagd criteria op te stellen om UNIPSIL om te vormen in een VN-landsteamaanwezigheid. Daarbij moest in het bijzonder rekening worden gehouden met de verkiezingen.

## Verwante resoluties
- Resolutie 1793 Veiligheidsraad Verenigde Naties (2007)
- Resolutie 1829 Veiligheidsraad Verenigde Naties (2008)
- Resolutie 1940 Veiligheidsraad Verenigde Naties (2010)
- Resolutie 1941 Veiligheidsraad Verenigde Naties (2010)

Lijst ·  1860 ·  1861 ·  1862 ·  1863 ·  1864 ·  1865 ·  1866 ·  1867 ·  1868 ·  1869 ·  1870 ·  1871 ·  1872 ·  1873 ·  1874 ·  1875 ·  1876 ·  1877 ·  1878 ·  1879 ·  1880 ·  1881 ·  1882 ·  1883 ·  1884 ·  1885 ·  1886 ·  1887 ·  1888 ·  1889 ·  1890 ·  1891 ·  1892 ·  1893 ·  1894 ·  1895 ·  1896 ·  1897 ·  1898 ·  1899 ·  1900 ·  1901 ·  1902 ·  1903 ·  1904 ·  1905 ·  1906 ·  1907